# Ведмежий горіх (пам'ятка природи)
Ведмежий горіх — ботанічна пам'ятка природи місцевого значення. Об'єкт розташований у Золотоніському районі Черкаської області, смт Драбів, північна околиця, поблизу будинку дитячої творчості.
Площа — 0,01 га, статус отриманий у 1972 році. Перебуває у віданні Драбівської селищної ради.
Охороняється дерево-екзот ліщина ведмежа віком понад 150 років. Це одне з двох найстаріших дерев цього виду в Україні. Стан дерева добрий.